# قایق تندرو ذوالفقار
| قایق تندرو ذوالفقار | قایق تندرو ذوالفقار                      |  |
| ------------------- | ---------------------------------------- |  |
|                     |                                          |  |
| اطلاعات کلی         |                                          |  |
| نوع کشتی            | قایق سبک تهاجمی موشک‌انداز                |  |
| کشور سازنده         | ایران                                    |  |
| مشخصات              |                                          |  |
| طول کشتی            | ۱۶٫۳ متر                                 |  |
| پهنای بدنه          | ۳٫۷۵ متر                                 |  |
| ارتفاع ستون         | ۰٫۹ متر                                  |  |
| بارگیری استاندارد   | ۱۴ تن                                    |  |
| نوع موتور           | دو موتور دیزلی                           |  |
| تعداد خدمه          | ۳ نفر                                    |  |
| سرعت                | ۵۲ گره دریایی                            |  |
| برد عملیاتی         | ۳۲۰ مایل دریایی معادل حدود ۵۷۶ کیلومتر   |  |
| جنگ‌افزارها          |                                          |  |
| رادار               | رادار جستجو سطحی با حداقل برد ۳۰ کیلومتر |  |
| سرنوشت              |                                          |  |

قایق تندرو ذوالفقار یک شناور گشت دریایی و آفندی (تهاجمی) می‌باشد و بر اساس ایده یورش سریع به کشتی‌های دشمن طراحی و مجهز به موشک‌های ضد کشتی میانبرد و سامانه راداری شده‌است؛ که توسط متخصصان صنایع دفاعی جمهوری اسلامی ایران طراحی و ساخته گردیده است. این شناور حدود ۱۳ تن وزن دارد و دارای سرعتی حدود ۱۰۰ کیلومتر در ساعت می‌باشد.    قایق تندرو ذوالفقار قایقی است که می تواند به راحتی از هر مانعی که بر سر راهش قرار دارد عبور کند و سدشکن است و یکی از بهترین ها محسوب می شود.

## تسلیحات
ذوالفقار به دو تیربار ۱۲٫۷ میلیمتری در عقب و جلو، موشک کوثر با برد ۲۵ کیلومتر و رادار جستجو با حداقل برد ۳۰ کیلومتر مجهز شده‌است.